# Don Stephen Senanayake
Don Stephen Senanayake (syng. දොන් ස්ටීවන් සේනානායක; tamil. டி. எஸ். சேனநாயக்கா, ur. 20 października 1884, zm. 22 marca 1952) był pierwszym premierem niepodległego Cejlonu (obecnie Sri Lanka) od 14 października 1947 do swej śmierci.